# Liste der Kulturdenkmale im Stadtbezirk Hondelage
Die Liste der Kulturdenkmale im Stadtbezirk Hondelage umfasst die Kulturdenkmale im Braunschweiger Stadtbezirk Hondelage, größtenteils basierend auf dem Braunschweiger Leit- und Informationssystem BLIK, der Denkmaltopographie Bundesrepublik Deutschland und Veröffentlichungen der Denkmalschutzbehörde Braunschweig.

## Kulturdenkmale
| Bild                | Bezeichnung         | Lage                               | Beschreibung | Bauzeit         | Eingetragen seit | Denkmal- nummer |
| ------------------- | ------------------- | ---------------------------------- | --- | --------------- | ---------------- | --------------- |
| BW                  | Dammstraße 1        | Hondelage Dammstraße 1 Karte       | |                 |                  |                 |
| BW                  | Dammstraße 3        | Hondelage Dammstraße 3 Karte       | |                 |                  |                 |
| BW                  | Hegerdorfstraße 25  | Hondelage Hegerdorfstraße 25 Karte | |                 |                  |                 |
| BW                  | Hegerdorfstraße 41  | Hondelage Hegerdorfstraße 41 Karte | |                 |                  |                 |
| Kirche St. Johannes | Kirche St. Johannes | Hondelage Johannesweg 1 Karte      | Gotische Kirche aus dem 14. Jahrhundert. Der Kirchturm enthält die Inschrift 1394. Renovierung und Ausbau des Chores im 19. Jahrhundert. Im Turm befindet sich eine 1861 umgegossene Glocke. Sie stammte aus dem 1553 von den Bewohnern aufgegebenen Nachbarort Hegerdorp. | 14. Jahrhundert |                  |                 |
| BW                  | Kirchhof            | Hondelage Johannesweg 1 Karte      | |                 |                  |                 |
| Pfarrhaus           | Pfarrhaus           | Hondelage Johannesweg 4 Karte      | Pfarrhaus der Kirche St. Johannes aus dem Jahr 1750. | 1750            |                  |                 |
| BW                  | Windmühle Hondelage | Hondelage Hegerdorfstraße 1 Karte  | Bockwindmühle, erbaut um 1868. Derzeit fehlen die Flügel. | ca. 1868        |                  |                 |
| BW                  | Schaftrift 1        | Hondelage Schaftrift 1 Karte       | |                 |                  |                 |

## Weitere
Nicht denkmalgeschützte Bestandteile von Gruppen baulicher Anlagen:
| Bild                                       | Bezeichnung                                | Lage                               | Beschreibung | Bauzeit | Eingetragen seit | Denkmal- nummer |
| ------------------------------------------ | ------------------------------------------ | ---------------------------------- | --- | ------- | ---------------- | --------------- |
| BW                                         | Hegerdorfstraße                            | Hondelage Hegerdorfstraße Karte    | An der Hegerdorfstraße erkennt man noch teilweise das dörfliche Ortsbild von Hondelage.                                              |         |                  |                 |
| Katholisches Gemeindezentrum Hl. Don Bosco | Katholisches Gemeindezentrum Hl. Don Bosco | Hondelage Hegerdorfstraße 46 Karte | Das katholische Gemeindehaus mit Kapelle wurde 1986 geweiht und wurde in einem ehemaligen gewerblich genutzten Gebäude eingerichtet. | 1986    |                  |                 |

## Ehemals
| Bild | Bezeichnung    | Lage            | Beschreibung                                                       | Bauzeit   | Eingetragen seit | Denkmal- nummer |
| ---- | -------------- | --------------- | ------------------------------------------------------------------ | --------- | ---------------- | --------------- |
| BW   | Schunterbrücke | Hondelage Karte | Autobahnbrücke der A2 über die Schunter; erbaut von 1936 bis 1938. | 1936–1938 |                  |                 |